# More Fish
More Fish è il sesto album di Ghostface Killah, pubblicato il 12 dicembre 2006 dalla Def Jam label.
il nome dell'album è legato al disco precedente di Ghostface, Fishscale. "Good", con Trife Da God e Mr. Maygreen, prodotta da Kool-Aid & Peanut, è stato il primo singolo. Josephine  era in origine contenuta su Hi-Teknology 2: The Chip, dico di Hi-Tek.

## Informazioni
Nell'album compaiono vari membri della Theodore Unit: (Cappadonna, Shawn Wigs, Trife Da God e il figlio di Ghostface, Sun God), come anche Redman, Sheek Louch, Killa Sin, Kanye West e la cantante Amy Winehouse, Eamon, Ne-Yo e Mr. Maygreen. A sorpresa manca uno dei collaboratori abituali di Ghostface, Raekwon. Le produzioni sono di Jim Bond, Hi-Tek, Kool-Aid & Peanut, Madlib, MF DOOM, Mark Ronson, Lewis Parker, Xtreme, Fantom of the Beats e dello stesso Ghostface.
More Fish debutto al 71º posto della U.S. Billboard 200, con 36,000 copie vendute.

## Tracce
| #  | Titolo                             | Produttore                | Con                                                       | Campione Utilizzato                                          | Compositori                                       | Durata |
| -- | ---------------------------------- | ------------------------- | --------------------------------------------------------- | ------------------------------------------------------------ | ------------------------------------------------- | ------ |
| 1  | "Ghost Is Back"                    | Ghostface Killah & J-Love | Ghostface Killah                                          | Eric B & Rakim - "Juice (Know the Ledge)"                    | D. Coles                                          | 5:04   |
| 2  | "Miguel Sanchez"                   | Fantom Of The Beats       | Trife Da God & Sun God                                    | Earth, Wind & Fire - "Love is Life"                          | T. Bailey, D. Coles, Coles                        | 2:51   |
| 3  | "Guns N' Razors"                   | MF DOOM                   | Ghostface Killah, Trife Da God, Cappadonna & Killa Sin    | "Villains Theme" From the Spider-Man 1967 animated TV series | T. Bailey, D. Coles, D. Dumile, J. Grant, D. Hill | 3:15   |
| 4  | "Outta Town Shit"                  | Lewis Parker              | Ghostface Killah                                          | Alan Tew - "Drama Backcloth"                                 | D. Coles                                          | 3:45   |
| 5  | "Good"                             | P-Nut & Koolade           | Ghostface Killah, Trife Da God & Mr. Maygreen             | —                                                            | T. Bailey, D. Coles                               | 3:41   |
| 6  | "Street Opera"                     | Fantom of the Beats       | Ghostface Killah & Sun God                                | Michael Jackson - "Ain't No Sunshine"                        | D. Coles, Coles                                   | 3:53   |
| 7  | "Block Rock"                       | Madlib                    | Ghostface Killah                                          | Klaus D. Mueller - "Dronsz"                                  | D. Coles, O. Jackson Jr.                          | 2:33   |
| 8  | "Miss Info Celebrity Drama (Skit)" | —                         | Miss Info                                                 | Lonnie Youngblood - "On Top"                                 | —                                                 | 0:44   |
| 9  | "Pokerface"                        | K. Slack                  | Ghostface Killah & Shawn Wigs                             | Sunday's Child - "Wichita Lineman"                           | T. Bailey, D. Coles, S. Wigs                      | 2:45   |
| 10 | "Greedy Bitches"                   | Anthony Acid              | Ghostface Killah, Redman & Shawn Wigs                     | Van Morrison - "TB Sheets"                                   | D. Coles, R. Noble, S. Wigs                       | 3:38   |
| 11 | "Josephine"                        | Hi-Tek                    | Ghostface Killah, Trife Da God & The Willie Cottrell Band | —                                                            | T. Bailey, D. Coles, T. Cottrell                  | 4:09   |
| 12 | "Grew Up Hard"                     | Anthony Acid              | Trife Da God & Solomon Childs                             | Inez Foxx - "Crossing the Bridge"                            | T. Bailey, J. Bond, S. Childs                     | 4:47   |
| 13 | "Blue Armor"                       | Fantom of the Beats       | Ghostface Killah & Sheek Louch                            | —                                                            | D. Coles, S. Jacobs                               | 3:08   |
| 14 | "You Know I'm No Good"             | Mark Ronson               | Ghostface Killah & Amy Winehouse                          | —                                                            | D. Coles, M. Ronson, A. Winehouse                 | 4:23   |
| 15 | "Alex (Stolen Script)"             | MF DOOM                   | Ghostface Killah                                          | Henry Mancini - "The Thief Who Came To Dinner"               | D. Coles, D. Dumile                               | 2:48   |
| 16 | "Gotta Hold On"                    | Anthony Acid              | Shawn Wigs & Eamon                                        | The Crusaders - "Hold On (I Think Our Love is Changing)"     | E. Doyle, S. Wigs                                 | 3:01   |
| 17 | "Back Like That (Remix)"           | Xtreme                    | Ghostface Killah, Kanye West & Ne-Yo                      | Willie Hutch - "Baby Come Home"                              | D. Coles, S. Smith, K. West                       | 4:01   |